# Julius Gebhard
Julius Gebhard (* 22. Januar 1884 in Hamburg; † 2. März 1966 ebenda) war ein deutscher Erziehungswissenschaftler an der Universität Hamburg.

## Leben
Julius Gebhard war der Sohn eines Lehrers, der an der privaten Knabenschule von St. Georg des Theodor August Bieber (1839–1912) lehrte und 1889 verstarb. Nach dem Tod des Vaters erhielt er an dieser Schule eine Freistelle und beendete seine Schulzeit mit dem Einjährigenzeugnis. Das Lehrerseminar in Hamburg, das er seit 1899 besuchte, schloss er 1905 mit der ersten Lehrerprüfung ab. Danach unterrichtete er bis 1913 an der Knabenschule Eduardstraße in Eimsbüttel. Hier lernte er Johannes Böse kennen. 1908 absolvierte er die zweite Lehrerprüfung und legte nach dem Austritt aus dem Schuldienst 1914 an der Oberrealschule Altona-Ottensen das Abitur ab. Ein Studium an der Ludwig-Maximilians-Universität in München musste er aufgrund des Ausbruchs des Ersten Weltkriegs unterbrechen. Bei Kämpfen erlitt er wiederholt Verwundungen und bekam 1917 eine schwere Verletzung im Gesicht, die ihm lebenslang Probleme bereitete. Während eines Aufenthalts im Lazarett setzte er das Studium fort und beendete es 1923 an der Georg-August-Universität in Göttingen mit einer pädagogischen Dissertation bei Herman Nohl. 1916 heiratete er die Lehrerin Else Urban (1885–1959), mit der er drei Kinder hatte.
Ende 1922 übernahm Gebhard in Hamburg eine Lehrstelle an der Reformschule Ahrensburger Straße in Barmbek. Im Dezember 1923 erhielt er eine halbe Stelle als Wissenschaftlicher Mitarbeiter bei Gustaf Deuchler am Seminar für Erziehungswissenschaften der Universität Hamburg. Seit 1926 unterrichtete Gebhard an der Hamburger Universität angehende Volksschullehrer. Dabei verstand er, praxisorientiert Wissen zu vermitteln und Verknüpfungen zur eigenen reformpädagogischen Arbeit an der Schule Ahrensburger Straße herzustellen. Damit hatte er entscheidenden Anteil an der Verbreitung der Reformpädagogik an der Hochschule. 1927 schrieb er über „Die Schule am Dulsberg“. Damit stellte er erstmals wissenschaftlich fundiert eine reformpädagogische Schule dar und wurde überregional bekannt.

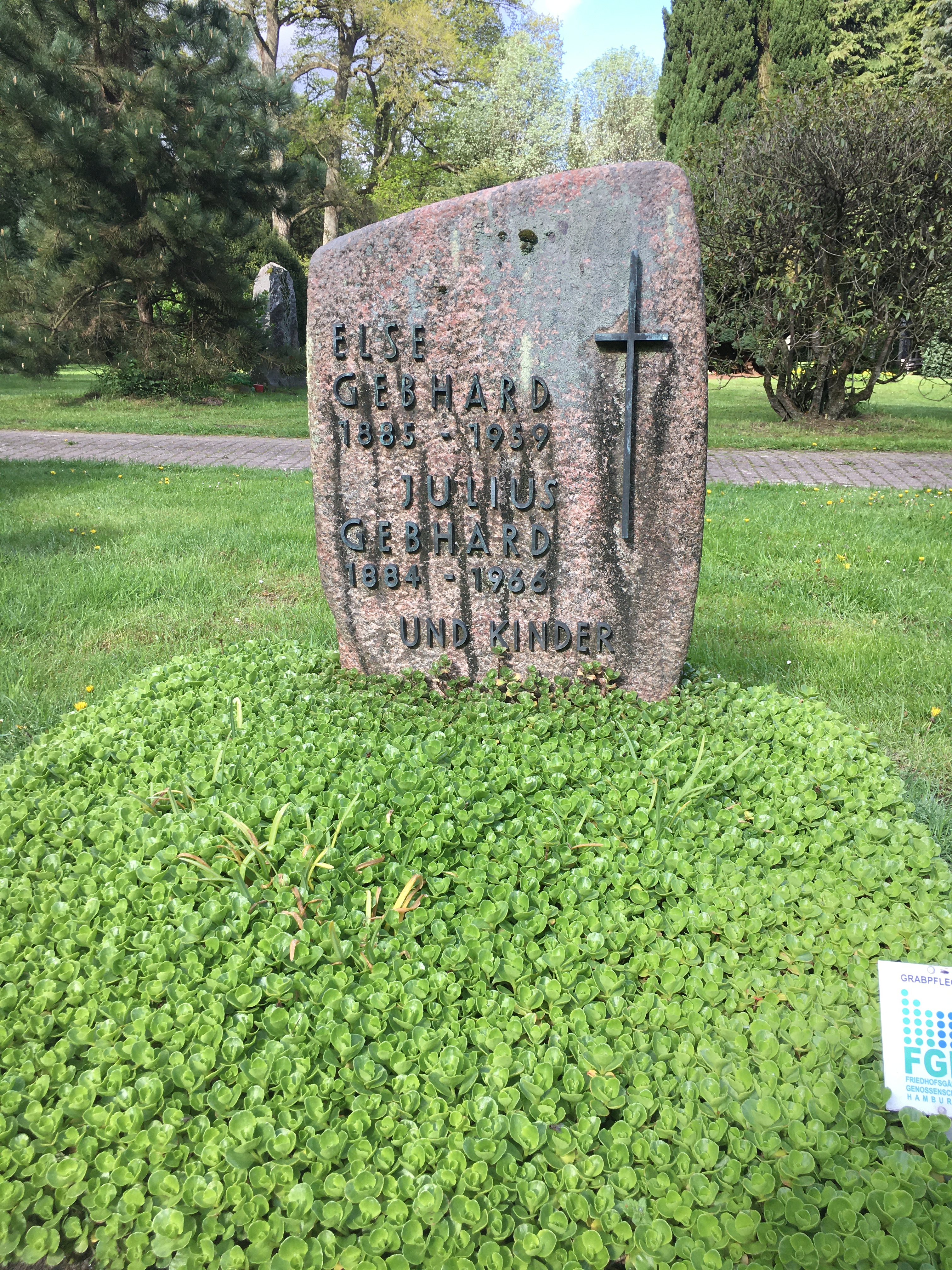
Grabstätte auf dem Friedhof Ohlsdorf

Im Wintersemester 1927/28 unterrichtete Gebhard über „Deutsche Schulversuche der Gegenwart“ und versuchte somit, sein Wissen über Reformschulen in ganz Deutschland zu vermitteln. Gemeinsam mit seinen Studenten bereiste er das Deutsche Reich, um Reformschulen zu besichtigen und in Landerziehungsheimen zu lernen. 1928 lernte er den Weltbund für Erneuerung der Erziehung kennen und nahm an dessen Kongressen 1928 in Helsingör und 1932 in Nizza teil. 1929 vertrat er das Pädagogische Seminar der Universität Hamburg bei der Tagung der deutschen Versuchsschulen in Berlin. Gebhardt leitete die Geschäfte des Weltbundes im Bezirk Nord und ab 1931 den gesamtdeutschen Verband. Zwischen 1925 und 1934 engagierte sich als einer der Vertrauensleute der von Martin Luserke gegründeten und geleiteten reformpädagogischen Schule am Meer auf der Nordseeinsel Juist.
Während der Zeit des Nationalsozialismus behielt Gebhard, der seit 1923 der SPD angehörte und gegen den ein von Gustaf Deuchler gestellter Antrag zur Entlassung vorlag, bis 1937 seine Lehrstelle an der Hamburger Universität. 1935 fasste er im „Aufbau der Volksschularbeit“ seine Erkenntnisse zu den Entwicklungen der Pädagogik in Hamburg zusammen. Die Landesunterrichtsbehörde verbot, das Werk in Lehrerbüchereien von Schulen auszulegen.
Von 1937 bis 1943 unterrichtete Gebhard an der Volksschule Amalie-Dietrich-Weg. Von Ende 1943 bis zum Ende des Zweiten Weltkriegs assistierte er Wilhelm Flitner am Seminar für Erziehungswissenschaften. 1947 verfasste er die Habilitationsschrift „Alfred Lichtwark und die Kunsterziehungsbewegung in Hamburg“, die bis heute als Standardwerk angesehen wird. Nach der Habilitation 1948 übernahm er im gleichen Jahr die Studienleitung des Pädagogischen Instituts und erhielt 1949 einen Ruf als außerordentlicher Professor. Nach dem Ruhestand 1950 lehrte er bis 1955 regelmäßig am Institut für Erziehungswissenschaften.
Julius Gebhard verstarb im Alter von 82 Jahren und wurde auf dem Friedhof Ohlsdorf an der Seite seiner Frau beigesetzt. Die Grabstätte im Planquadrat Q 20 liegt oberhalb der Cordesallee zwischen Ringstraße und Waldstraße.

## Schriften (Auswahl)
- Der Sinn der Schule, Göttingen 1923
- Die gegenwärtige Lage der Pädagogik, 1946
- Alfred Lichtwark und die Kunsterziehungsbewegung in Hamburg, 1947